# Alessandra Giliani
Alessandra Giliani (1307 - 26 de marzo de 1326) fue la primera mujer en ser registrada en documentos históricos como practicante de la anatomía (lo que hoy se llamaría patología).

## Biografía

Mondino dei Liuzzi, Anathomia, 1541.

Se cree que Giliani pudo haber nacido en 1307, en San Giovanni in Persiceto, en la provincia italiana de Emilia-Romaña. La crónica de su vida afirma que murió en 1326, posiblemente por una herida séptica, a la edad de 19 años. Recordada como la primera anatomista femenina del mundo occidental, tuvo fama de haber sido brillante prosector (preparador de cadáveres para la disección anatómica). Trabajó como asistente quirúrgica para Mondino de Luzzi (m. 1326), profesor de renombre en la escuela de medicina de la Universidad de Bolonia y acreditado por ser el padre de la anatomía moderna gracias a un texto seminal fechado en 1316.
De Giliani se dice que llevó a cabo sus propias investigaciones anatómicas, como el desarrollo de un método para drenar la sangre de un cadáver y su sustitución por un endurecimiento de tinte y color, ayudando a la compresión del sistema circulatorio coronario pulmonar. Toda la evidencia de su trabajo fue o bien perdido o destruido.
La corta vida de Alessandra Giliani fue honrada por Otto Angenius, también uno de los ayudantes de Mondino y, probablemente, su prometido, con una placa en el San Pietro e Marcellino degli Spedolari di Santa Maria di Mareto, o d'Ulmareto, que describe su trabajo .

## Legado
Es mencionada por el historiador del siglo XIX Michele Medici, que publicó una historia sobre la escuela boloñesa de anatomía en 1857.
La novela de Barbara Quick,A Golden Web publicada por Dylan O´brien en 2010, es una ficción que reimagina la vida en los tiempos de Alessandra Giliani.